# Hasta Santiago
Pour plus de détails, voir Fiche technique et Distribution.
Hasta Santiago est un court métrage d'animation franco-suisse réalisé par Mauro Carraro, sorti en 2013. Il remporte le prix Jean-Luc Xiberras de la première œuvre et le prix Sacem de la musique originale au festival international du film d'animation d'Annecy 2014.

## Synopsis
Le parcours de Mapo sur le chemin de Saint-Jacques-de-Compostelle. Sur ce parcours mythique, il traversera des villes et croisera d'autres marcheurs qui ne portent pas forcément que leur sac à dos...

## Fiche technique
- Titre : Hasta Santiago
- Réalisation : Mauro Carraro
- Scénario : Mauro Carraro
- Musique : Pierre Manchot et Étienne Curchod
- Animateur : Clément Espinosas, Shinta Juilland et Natacha Baud-Grasset
- Montage : Mauro Carraro et Zoltan Horvath
- Producteur : Nicolas Burlet
- Production : Nadasdy Film
- Pays :  Suisse et  France
- Durée : 12 minutes et 45 secondes
- Date de sortie :
  -  Suisse : 12 août 2013
  -  France : 13 novembre 2013

## Distribution
- Khaled Khouri : Mopa

## Distinctions
En 2014, le film reçoit le prix Jean-Luc Xiberras de la première œuvre et le prix Sacem de la musique originale au Festival international du film d'animation d'Annecy.